# Liste der Fließgewässer im Flusssystem Usa

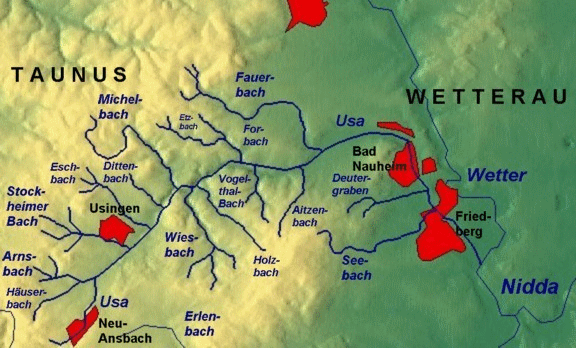
Flusssystem der Usa

Die Liste der Fließgewässer im Flusssystem Usa umfasst alle direkten und indirekten Zuflüsse der Usa, soweit sie namentlich auf der Topographischen Karte 1:25.000 Hessen (TK 25), auf der Liegenschaftskarte des Hessenviewers oder im Kartenservicesystem des Hessischen Landesamts für Naturschutz, Umwelt und Geologie (HLNUG) WRRL in Hessen aufgeführt werden. Andere Quellwerke werden separat in den Einzelnachweisen dokumentiert. Namenlose Zuläufe und Abzweigungen werden nicht berücksichtigt. Wenn sich der Gewässername nach dem Zusammenfluss zweier Gewässerabschnitte ändert, werden die beiden Zuflüsse als Quellzuflüsse separat angeführt, ansonsten erscheint der Teilbereichsname in Klammern. Die Längenangaben werden auf eine Nachkommastelle gerundet. Die Fließgewässer werden jeweils flussabwärts aufgeführt. Die orografische Richtungsangabe bezieht sich auf das direkt übergeordnete Gewässer.

## Usa
Die Usa ist ein 34,0 km langer rechter Zufluss der Wetter in Hessen.

## Zuflüsse
Direkte und indirekte Zuflüsse der Usa flussabwärts von der Quelle zur Mündung
Name, (orographische Lage), Länge in Kilometer (km), Einzugsgebiet in Quadratkilometer (km²), Mittlerer Abfluss (MQ) in Liter pro Sekunde (l/s)
- Ansbach (links), 1,2 km
- Heisterbach (rechts), 1,3 km
  - Struthgraben (rechts), 0,5 km

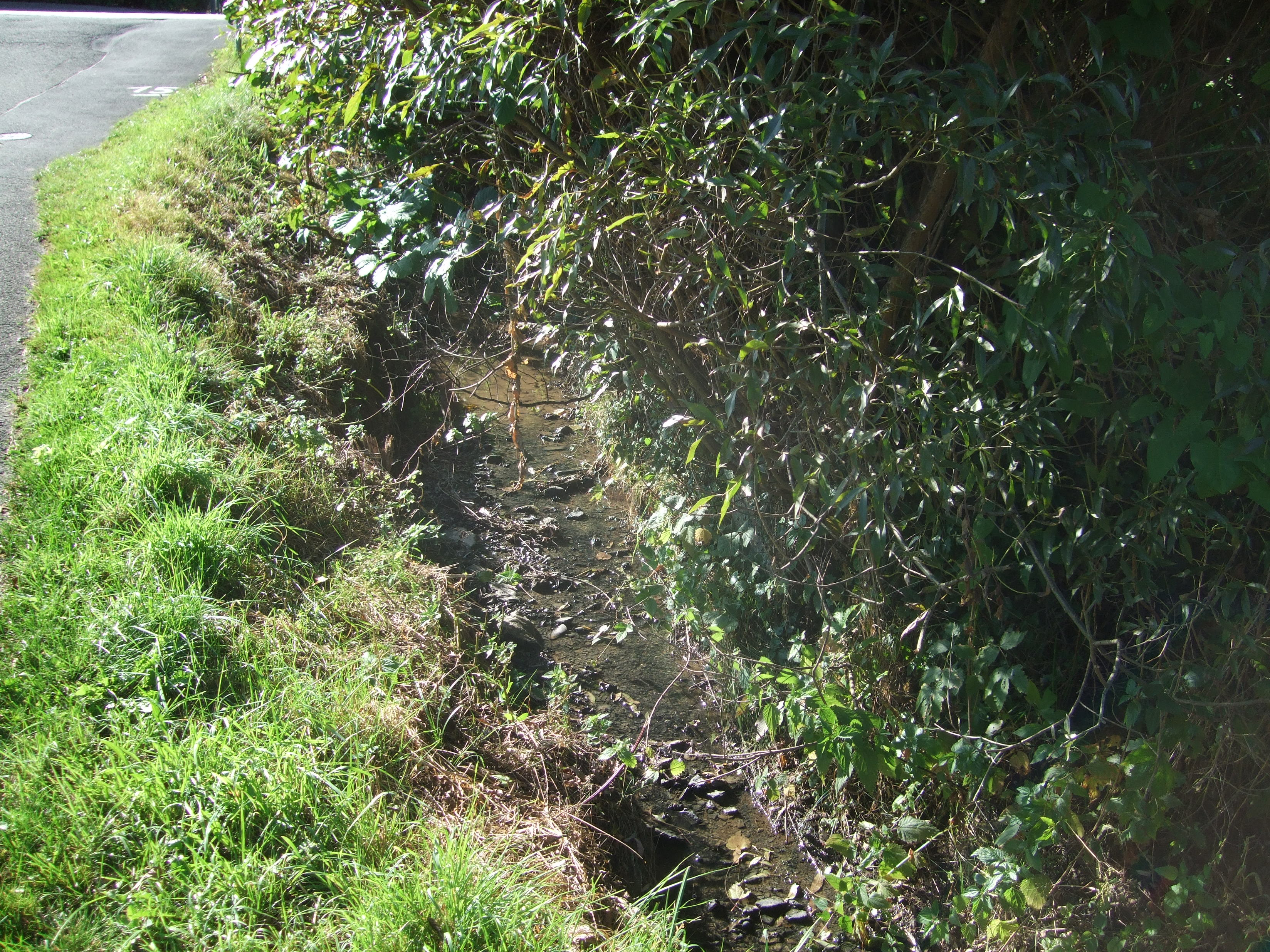
Arnsbach

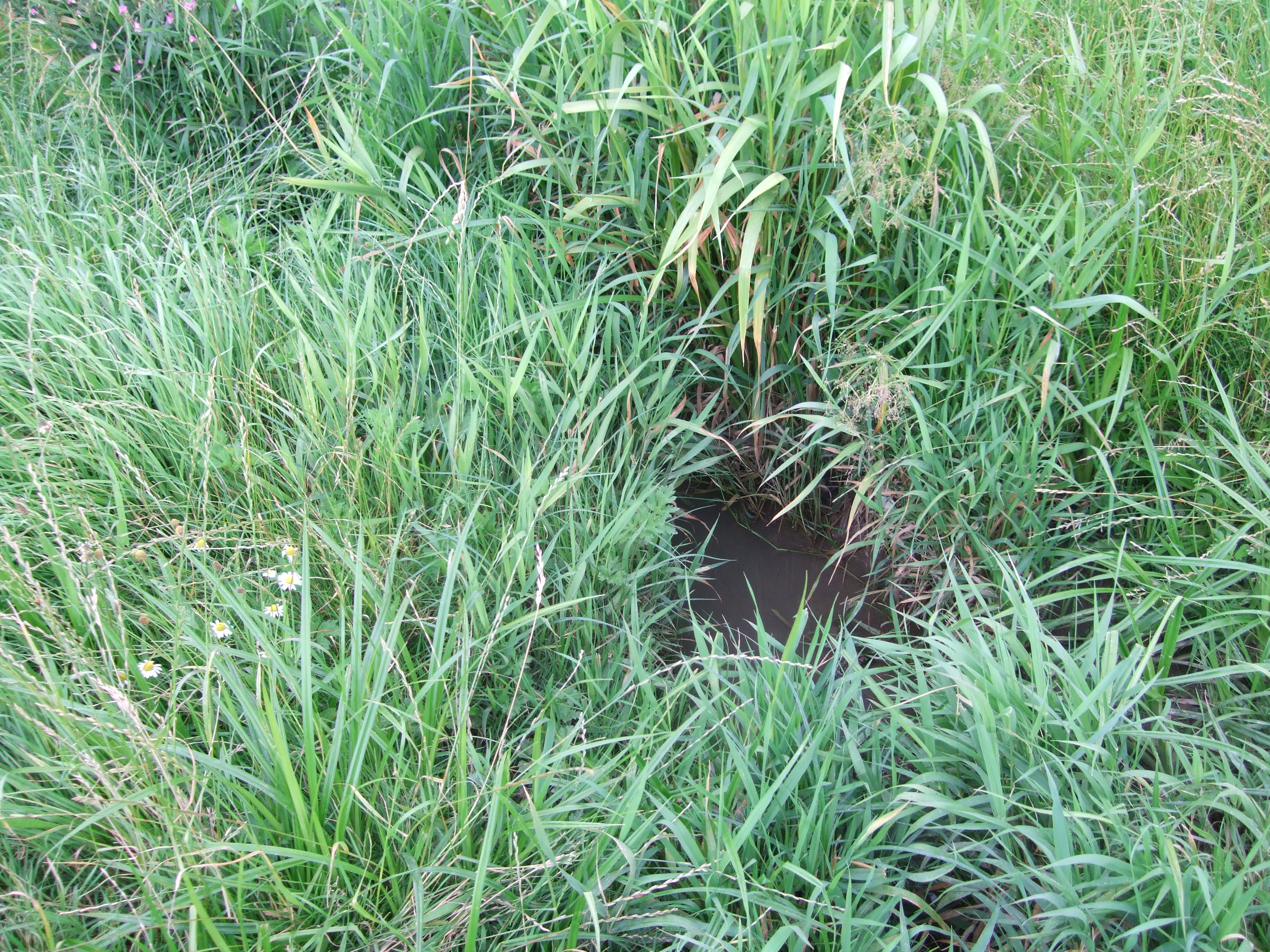
Schleichenbach

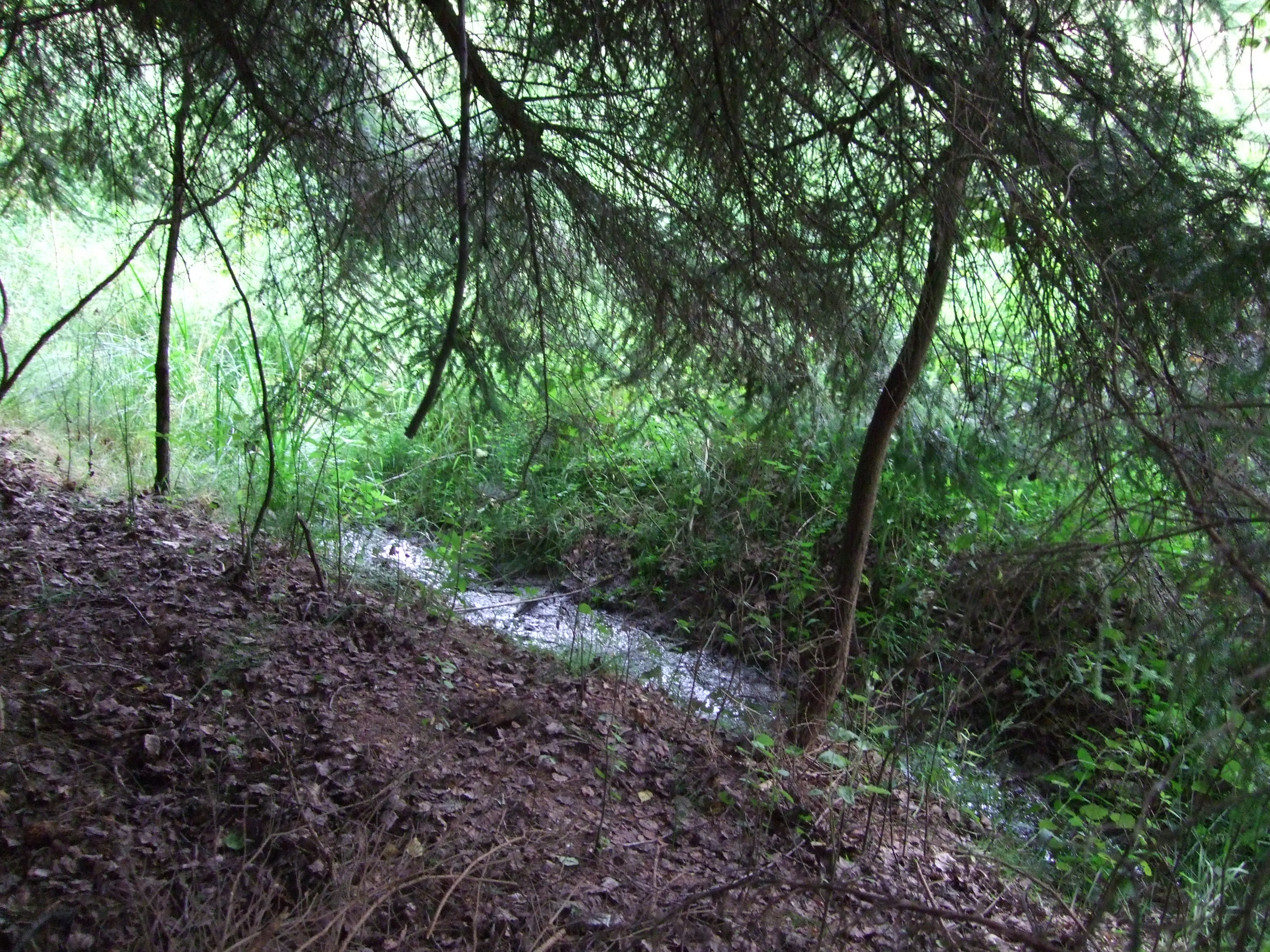
Schlichenbach

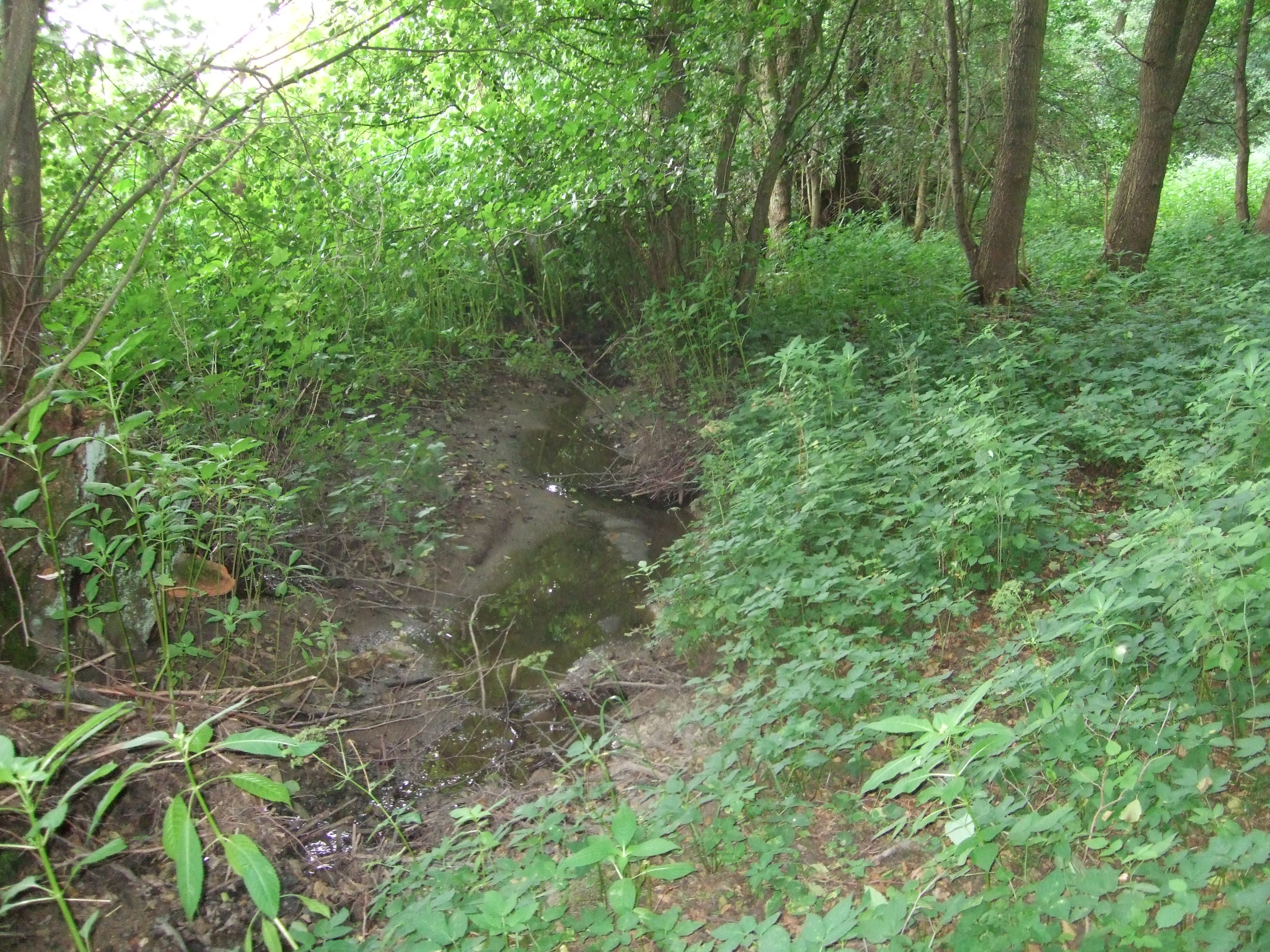
Röllbach

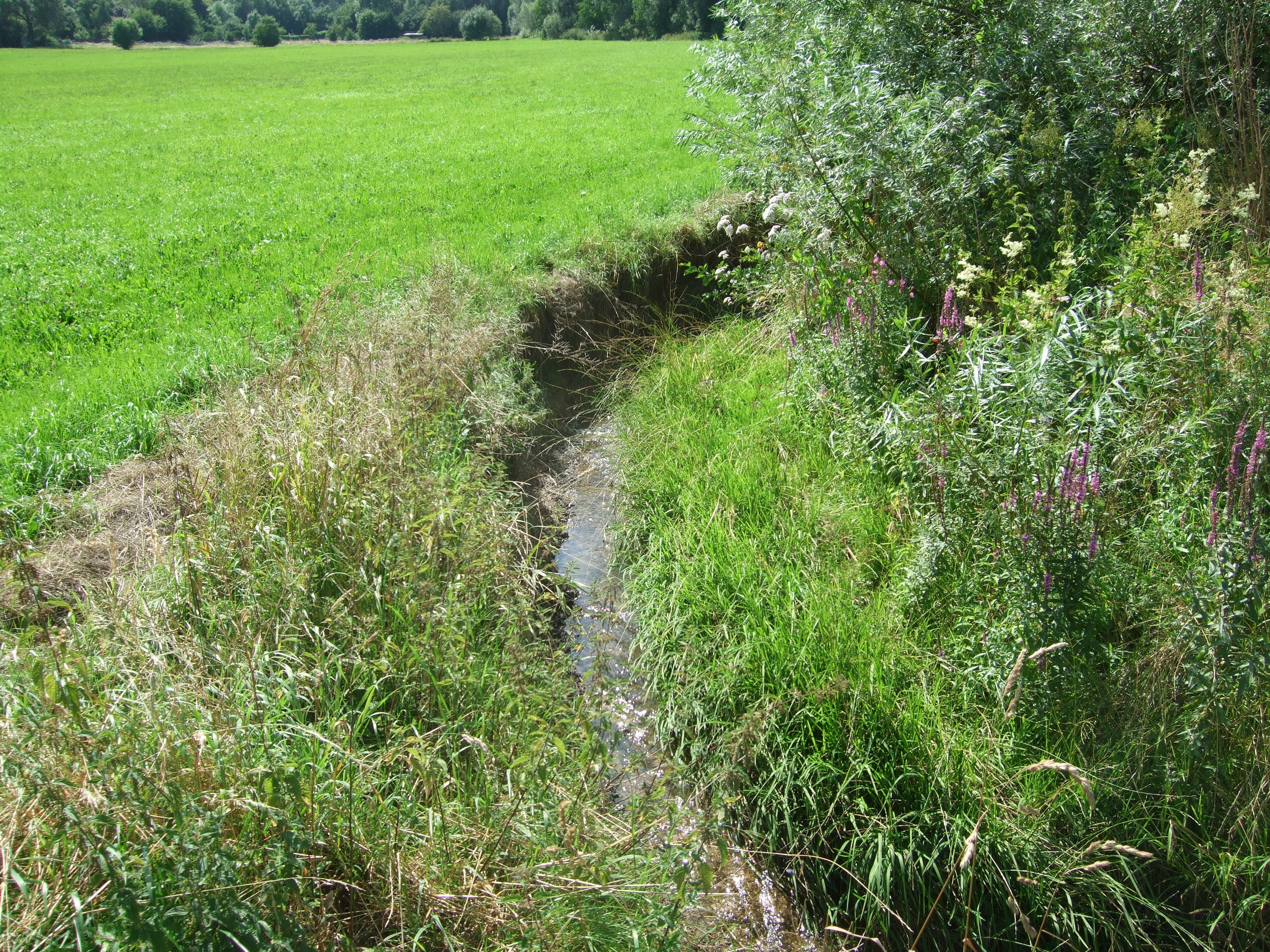
Stockheimer Bach

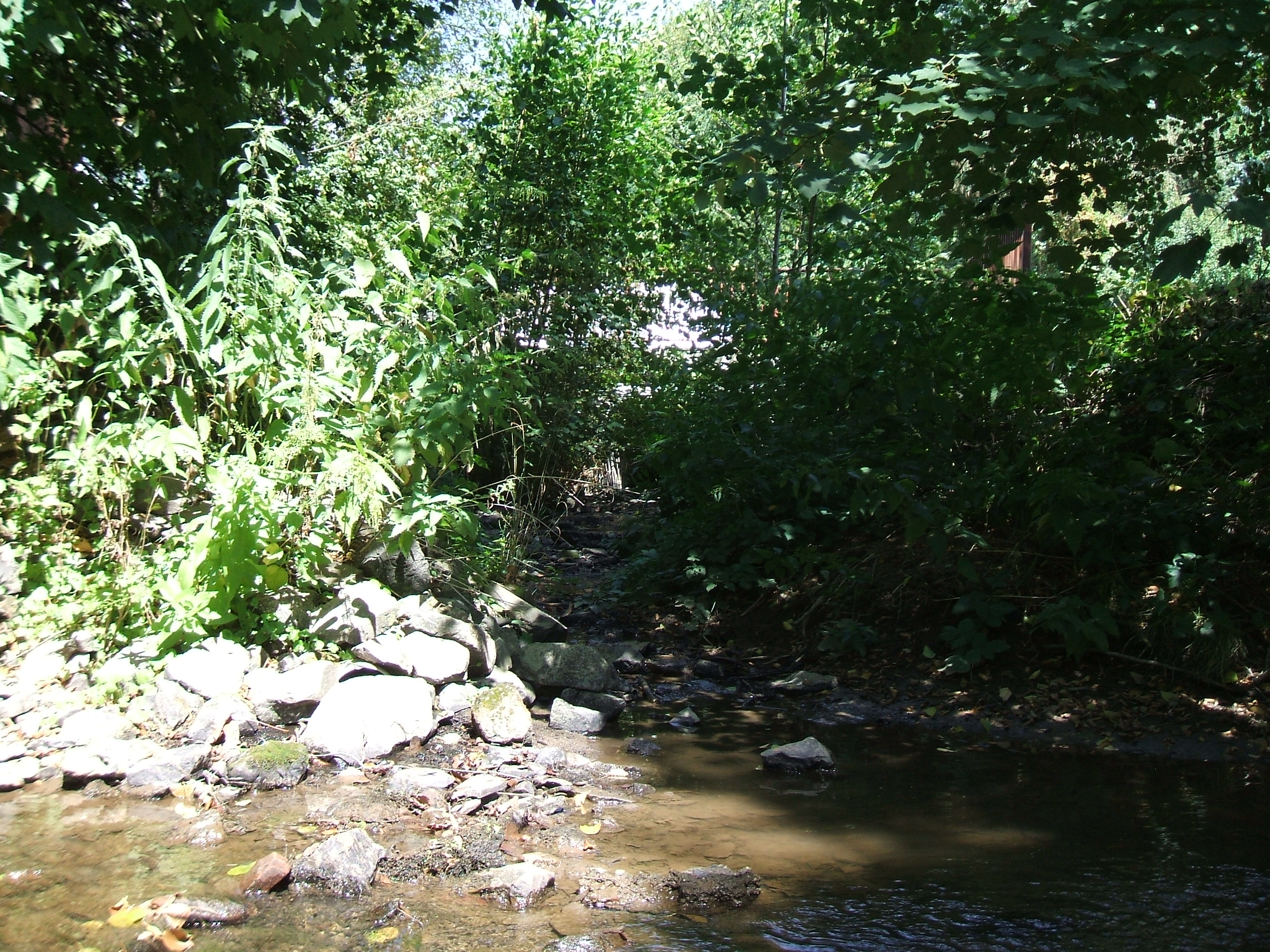
Forbach

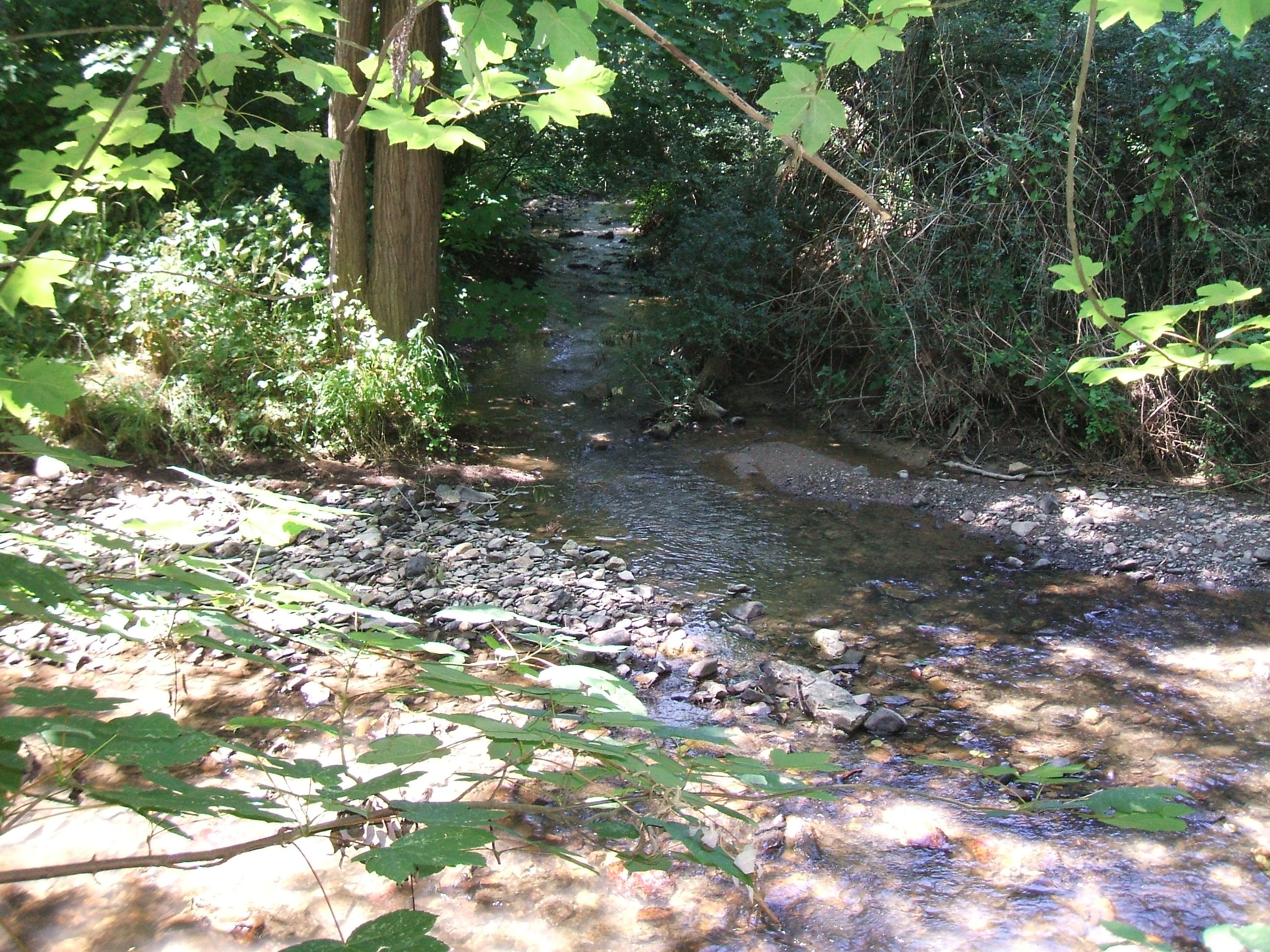
Fauerbach

- Arnsbach (links), 4,0 km, 10,8 km², 98,3 l/s
  - Forstbach (links), 1,7 km
  - Röderbach (links), 1,9 km
  - Häuserbach (rechts), 3,5 km
    - Spießbach (GKZ:248481284)[1][2] (rechts), 0,9 km
    - Eisenbach (rechts), 1,4 km
- Bondenbach (links), 0,7 km
- Schleichenbach (links), 1,9 km
- Schlichenbach (rechts), 1,3 km
- Mühlgraben (links), 1,0 km
- Stockheimer Bach (links), 5,2 km, 10,6 km², 92,4 l/s
  - Kertenbach[3] (rechts), 0,9 km
- Röllbach (rechts), 2,4 km
  - Kittelbach (rechts) (1,4 km)
- Eschbach (links), 5,0 km, 9,0 km²
  - Regengraben[3] (rechts), 0,5 km
- Dittenbach (links), 2,4 km
- Michelbach (links), 8,1 km, 15,2 km², 89,4 l/s
  - Markbach (links), 1,1 km
  - Schmalbach (rechts), 1,6 km
- Wiesbach (rechts), 6,7 km, 15,5 km², 132,1 l/s
  - Erlengraben (links) 1,8 km
    - Erlenbach (links), 0,8 km

  - Pfingstborner Bach (Bach von der Kapersburg) (rechts), 2,1 km
  - Wäschbach (links), 0,8 km
  - Bach aus der Rothwies (links), 1,0 km
- Holzbach (rechts), 6,1 km, 7,8 km², 65,2 l/s
- Detzelbach (links), 1,2 km
- Forbach (links), 4,3 km, 8,0 km², 35,7 l/s
  - Etzbach (rechts), 2,8 km (Hauptstrang über Krebsbach 3,7 km)
    - Krebsbach (rechts), 2,0 km
- Dümmelbach[4][5] (rechts), 0,8 km
- Vogelthal-Bach (rechts), 2,4 km
  - Schwarzloch-Bach[6][7] (GKZ 248485362) (links), 1,4 km
- Schiefertalbach[8] (GKZ:24848552)[9] (rechts), 1,2 km
- Aitzenbach (rechts), 4,3 km, 4,1 km², 31,6 l/s
- Hainbach (rechts), 1,9 km, 3,1 km², 17,9 l/s
- Fauerbach (links), 9,7 km, 17,2 km², 79,5 l/s
  - Issel (links), 2,6 km
  - Riedgraben[10][11] (links), 1,6 km
  - Steinlachsgraben[3] (rechts), 1,2 km
- Blüßengraben (rechts), 2,1 km
- Säckelgraben (links), 5¼ km[12]
- Deutergraben (rechts), 4,0 km
  - Stuhlgraben (links), 1,0 km
- Seebach (Leihgraben)[13] (rechts), 6,7 km, 11,8 km², 43 l/s
  - Weilerwiesengraben (links), 1,5 km
  - Riedgraben (links), 1,5 km

## Flusssystem Wetter
- Fließgewässer im Flusssystem Wetter